# Relações entre Albânia e Japão
As relações entre Albânia e Japão são as relações bilaterais entre Albânia e Japão. O embaixador do Japão em Roma é credenciado na Albânia, enquanto um consulado-geral em Tirana auxilia os interesses japoneses na Albânia. A Albânia tem uma embaixada em Tóquio.

## História

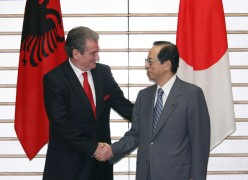
Primeiro-ministro da Albânia, Sali Berisha, com o primeiro-ministro japonês, Yasuo Fukuda, na Residência Oficial do Primeiro-Ministro em Tóquio, 5 de fevereiro de 2008.

As relações diplomáticas foram estabelecidas em abril de 1922 com o reconhecimento do novo estado albanês independente do Japão. Em 20 de junho de 1930, foi assinado o primeiro tratado comercial entre os dois países. Em 1935, o Reino da Albânia abriu o consulado-geral em Osaka. Após a Segunda Guerra Mundial, as relações foram congeladas e restabelecidas em março de 1981. Em dezembro de 2005, a Embaixada da República da Albânia foi aberta em Tóquio e em março de 2016, o governo japonês adotou a decisão de abrir a Embaixada em Tirana, tendo sua abertura oficial em janeiro de 2017.

## Relações econômicas
A Albânia considera o Japão como um dos parceiros comerciais mais importantes do Extremo Oriente. Eles assinaram muitos acordos bilaterais, que consistem principalmente em ajudar o desenvolvimento futuro da economia albanesa.
Comércio da Albânia com o Japão:
- Exportações da Albânia para o Japão: ¥ 153 milhões
- Exportações do Japão para a Albânia: ¥ 252 milhões

## Ajuda japonesa ao desenvolvimento
A Assistência Oficial ao Desenvolvimento do Japão para a Albânia totaliza 25,278 bilhões de ienes no total, ou aproximadamente 179 milhões de euros em maio de 2014.
Assistência à Doação: 4,98 bilhões de ienes:
- Empréstimos em ienes: 18,092 bilhões de ienes
- Cooperação técnica: 2,206 bilhões de ienes[1]

## Outros acordos bilaterais
Os dois países assinaram mais de 15 acordos bilaterais e a maioria deles está focada no desenvolvimento da Economia da Albânia. Em setembro de 2007, foi alcançado um acordo sobre a abolição de vistos de passaportes diplomáticos com o Japão e entrou em vigor em 10 de dezembro de 2007.